# Steve Roach
Steve Roach (La Mesa, 16 febbraio 1955) è un musicista e compositore statunitense di musica elettronica e new age.
La sua produzione artistica appartiene al genere della musica elettronica New Age e annovera composizioni classificate come musica d'ambiente, musica etnica, space music e drone music.
È considerato uno dei principali innovatori nel panorama della musica elettronica contemporanea.

## Biografia

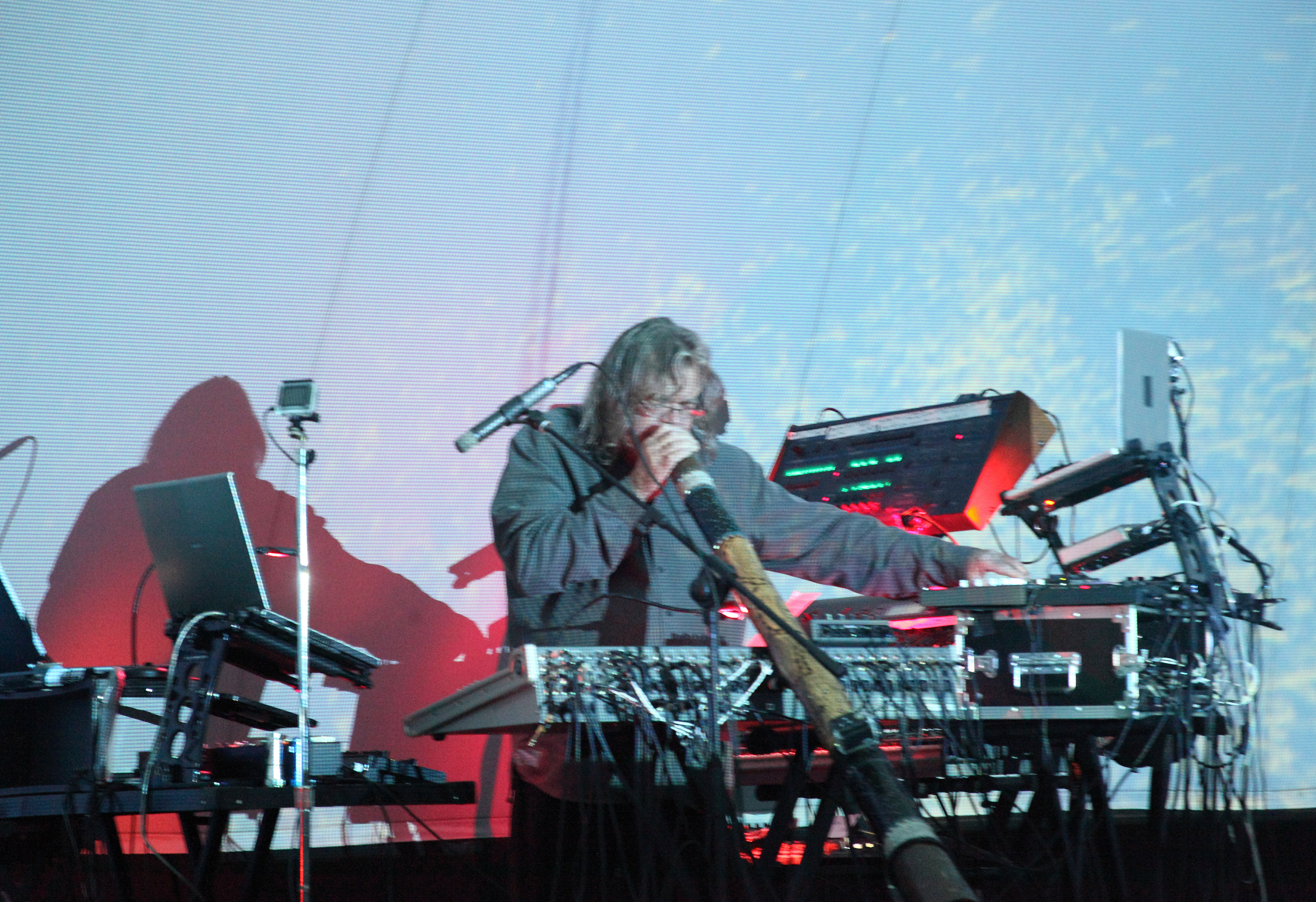
Steve Roach al Vortex Immersion Dome Concert, nel 2013

Motociclista professionista, all'età di vent'anni Roach impara a suonare il sintetizzatore da autodidatta, ispirato da artisti e gruppi maestri dello strumento quali Tangerine Dream, Brian Eno, Klaus Schulze e Vangelis. Debutta con l'album Now nel 1982, seguito da Structures from Silence nel 1984. Nel 1988 pubblica l'apprezzata serie Quiet Music e quello che la critica reputa il suo capolavoro, il doppio album Dreamtime Return.
Al maturare del suo approccio alla musica d'ambiente, Roach evolve verso estese composizioni prive di percussioni, benché i suoi lavori contraddistinti da un linguaggio ritmico basato sulla musica trance e ambient-tribale siano quasi altrettanto numerosi. Alcuni lavori sono esclusivamente per sintetizzatore, mentre altri contengono sezioni sperimentali per chitarra, e altri si aprono a più marcate influenze etniche.
Roach è uno dei primi a sostenere l'utilizzo del didgeridoo nella musica d'ambiente, strumento che impara a suonare negli anni ottanta durante i suoi lunghi viaggi in Australia. Successive collaborazioni con il musicista messicano Jorge Reyes introdurranno poi un elemento preispanico nelle sue composizioni. Con la fusione di queste due influenze Roach si afferma come uno degli iniziatori del sound tribale-ambient.

## Vita privata
Steve Roach abita a Tucson ed è sposato con Linda Kohanov, la quale ha contribuito in diverse sezioni cantate di alcuni suoi album.

## Discografia parziale

### Album in studio
- 1982: Now
- 1983: Traveler
- 1984: Structures from Silence
- 1986: Quiet Music 1
- 1986: Empetus
- 1986: Quiet Music 2
- 1986: Quiet Music 3
- 1988: Quiet Music
- 1988: Dreamtime Return
- 1992: World's Edge
- 1993: Origins
- 1994: The Dream Circle
- 1994: Artifacts
- 1995: The Dreamer Descends
- 1996: The Magnificent Void
- 1997: On This Planet
- 1998: Slow Heat
- 1999: Atmospheric Conditions
- 1999: Light Fantastic
- 2000: Early Man
- 2000: Midnight Moon
- 2001: Time of the Earth
- 2001: Core
- 2001: Streams & Currents
- 2002: Darkest Before Dawn
- 2003: Mystic Chords & Sacred Spaces
- 2003: Life Sequence
- 2004: Fever Dreams
- 2004: Holding the Space: Fever Dreams II
- 2005: Possible Planet
- 2005: New Life Dreaming
- 2006: Immersion : One
- 2006: Proof Positive
- 2006: Kairos: The Meeting of Time and Destiny
- 2006: Immersion : Two
- 2007: Fever Dreams III
- 2007: Immersion : Three
- 2008: A Deeper Silence
- 2008: Landmass
- 2009: Dynamic Stillness
- 2009: Immersion: Four
- 2009: Afterlight
- 2009: Destination Beyond
- 2010: Sigh of Ages
- 2011: Immersion Five – Circadian Rhythms
- 2012: Groove Immersion
- 2012: Back to Life
- 2012: Soul Tones
- 2013: Future Flows
- 2013: Spiral Meditations
- 2014: The Delicate Forever
- 2014:The Delicate Beyond
- 2014: Bloodmoon Rising Night 2
- 2015: Invisible
- 2015: Bloodmoon Rising Night 3
- 2015: Skeleton Keys
- 2015: Etheric Imprints
- 2015: Vortex Immersion Zone
- 2015: Skeleton – Spiral Passage
- 2015: Emotions Revealed
- 2016: This Place to Be
- 2016: Shadow of Time
- 2016: Painting in the Dark
- 2016: Fade to Gray
- 2017: Spiral Revelation
- 2017: The Passing
- 2017: Nostalgia for the Future
- 2017: Long Thoughts
- 2017: Eclipse Mix
- 2018: Molecules of Motion
- 2018: Return to the Dreamtime
- 2018: Electron Birth
- 2018: Mercurius
- 2018: Atmosphere for Dreaming
- 2019: Bloom Ascension
- 2019: Trance Archeology
- 2020: Stillpoint
- 2020: A Soul Ascends
- 2021: Into the Majestic

### Compilation
- 1993: The Lost Pieces
- 1999: Truth & Beauty: The Lost Pieces Volume Two
- 2003: Texture Maps: The Lost Pieces Vol. 3
- 2004: Places Beyond: The Lost Pieces Vol. 4

## Colonne sonore

### Videogiochi
- Grand Theft Auto IV
- Basket Case
- The Wirdoze Racing
- The WirdozeAdventure's
- Death To Spies 4

### Album dal vivo
- 1989: Stormwarning
- 2002: All Is Now (doppio)
- 2006: Storm Surge : Steve Roach Live at NEARfest
- 2008: Arc of Passion (doppio)
- 2009: Spirit Dome - Live Archive (doppio)

### Collaborazioni
- 1979: Moebius (come membro del gruppo Moebius)
- 1987: Western Spaces (con Kevin Braheny e Thom Brennan)
- 1988: The Leaving Time (con Michael Shrieve)
- 1989: Desert Solitaire (con Michael Stearns e Kevin Braheny)
- 1990: Strata (con Robert Rich)
- 1990: Australia: Sound of the Earth (con David Hudson e Sarah Hopkins)
- 1992: Forgotten Gods (con Jorge Reyes e Suso Saiz come Suspended Memories)
- 1992: Soma (con Robert Rich)
- 1993: Ritual Ground (con Elmar Schulte)
- 1994: Earth Island (con Jorge Reyes e Suso Saiz come Suspended Memories)
- 1995: Kiva (con Michael Stearns e Ron Sunsinger)
- 1995: Well of Souls (doppio, con Vidna Obmana)
- 1996: Halcyon Days (con Stephen Kent e Kenneth Newby)
- 1997: Cavern of Sirens (con Vidna Obmana)
- 1998: Dust to Dust (con Roger King)
- 1999: Ascension of Shadows (triplo, con Vidna Obmana)
- 1999: Body Electric (con Vir Unis)
- 2000: Vine ~ Bark & Spore (con Jorge Reyes)
- 2000: Circles & Artifacts (con Vidna Obmana)
- 2000: Live Archive (live), (con Vidna Obmana)
- 2000: The Serpent's Lair (doppio, con Byron Metcalf)
- 2000: Prayers to the Protector (con Thupten Pema Lama)
- 2001: Blood Machine (con Vir Unis)
- 2002: InnerZone (con Vidna Obmana)
- 2002: Trance Spirits (con Jeffrey Fayman, Robert Fripp e Momodou Kah)
- 2004: Spirit Dome (con Vidna Obmana)
- 2004: Mantram (con Byron Metcalf e Mark Seeling)
- 2006: Terraform (con Loren Nerell)
- 2006: The Shaman's Heart (con Byron Metcalf)
- 2008: Nada Terma (con Byron Metcalf e Mark Seeling)
- 2008: Stream of Thought (con Erik Wøllo)

### Raccolte
- 1999: Dreaming... Now, Then: A Retrospective 1982-1997 (doppio)
- 2001: Pure Flow: Timeroom Editions Collection 1
- 2002: Day Out of Time
- 2003: Space and Time: An Introduction to the Soundworlds of Steve Roach